# Football Club Volendam 2014-2015
Questa voce raccoglie le informazioni riguardanti il Football Club Volendam nelle competizioni ufficiali della stagione 2014-2015.

## Rosa
| N. |                        | Ruolo | Calciatore             |
| -- | ---------------------- | ----- | ---------------------- |
|    | Paesi Bassi (bandiera) | P     | Mitchell Michaelis     |
|    | Paesi Bassi (bandiera) | P     | Jordi van Stappershoef |
|    | Paesi Bassi (bandiera) | P     | Theo Timmermans        |
|    | Paesi Bassi (bandiera) | P     | Theo Zwarthoed         |
|    | Paesi Bassi (bandiera) | D     | Sofian Akouili         |
|    | Paesi Bassi (bandiera) | D     | Bowedee Burleson       |
|    | Paesi Bassi (bandiera) | D     | Raoul Esseboom         |
|    | Paesi Bassi (bandiera) | D     | Ties Evers             |
|    | Paesi Bassi (bandiera) | D     | Jermano Lo Fo Sang     |
|    | Paesi Bassi (bandiera) | D     | Gijs Luirink           |
|    | Paesi Bassi (bandiera) | D     | Henny Schilder         |
|    | Paesi Bassi (bandiera) | D     | Erik Schouten          |
|    | Paesi Bassi (bandiera) | D     | Boyd Stevens           |
|    | Paesi Bassi (bandiera) | D     | Oscar Wilffert         |
|    | Paesi Bassi (bandiera) | C     | Liban Abdulahi         |
|    | Paesi Bassi (bandiera) | C     | Kevin Brands           |
|    | Paesi Bassi (bandiera) | C     | Rafik El Hamdi         |

| N. |                        | Ruolo | Calciatore            |
| -- | ---------------------- | ----- | --------------------- |
|    | Paesi Bassi (bandiera) | C     | Raymond Fafiani       |
|    | Paesi Bassi (bandiera) | C     | Carlos Groen          |
|    | Paesi Bassi (bandiera) | C     | Johan Keizer          |
|    | Paesi Bassi (bandiera) | C     | Kevin van Kippersluis |
|    | Paesi Bassi (bandiera) | C     | Dylan Mertens         |
|    | Paesi Bassi (bandiera) | C     | Denzel Prijor         |
|    | Paesi Bassi (bandiera) | C     | Tom Overtoom          |
|    | Paesi Bassi (bandiera) | C     | Danny Tol             |
|    | Paesi Bassi (bandiera) | C     | Kevin Wattamaleo      |
|    | Paesi Bassi (bandiera) | A     | Jessey Kuiper         |
|    | Paesi Bassi (bandiera) | A     | Brandley Kuwas        |
|    | Paesi Bassi (bandiera) | A     | Ludcinio Marengo      |
|    | Paesi Bassi (bandiera) | A     | Guyon Philips         |
|    | Paesi Bassi (bandiera) | A     | Genridge Prijor       |
|    | Paesi Bassi (bandiera) | A     | Daniel van Son        |
|    | Paesi Bassi (bandiera) | A     | Bert Steltenpool      |
|    | Paesi Bassi (bandiera) | A     | Henk Veerman          |